# Mats Fahlman
Mats Fahlman, född 22 juni 1967, är en svensk professor i ytors fysik och kemi vid Linköpings universitet.

## Forskning
Fahlman har bland annat varit aktiv inom forskningsfältet spinntronik. Där har han fokuserat på organiska molekylers elektroniska och magnetiska egenskaper i jakten på nya och förbättrade hybridmaterial.
Han är medförfattare till över 200 vetenskapliga publikationer som har citerats totalt över 16 000 gånger med ett h-index (2021) på 64.

## Utmärkelser
- 2013 -Göran Gustafssonpriset i fysik för "forskning inom enkristallina filmer av organiska halvledare och multilager för tillämpningar inom organisk elektronik och spinntronik."[3]